# Hatzendorf
Hatzendorf è una frazione di 1 751 abitanti del comune austriaco di Fehring, nel distretto di Südoststeiermark, in Stiria. Già comune autonomo, il 1º gennaio 2015 è stato aggregato a Fehring assieme agli altri comuni soppressi di Hohenbrugg-Weinberg, Johnsdorf-Brunn e Pertlstein.